# Dávid Richtárech
Dávid Richtárech (sinh 22 tháng 4 năm 1996) là một cầu thủ bóng đá Slovakia thi đấu cho FK Senica ở vị trí tiền vệ.

## Sự nghiệp câu lạc bộ

### FK Senica
Richtárech ra mắt chuyên nghiệp cho FK Senica trước AS Trenčín ngày 23 tháng 7 năm 2017.